# Novena (plate-forme informatique)
Novena est une plate-forme matérielle libre et à sources ouvertes, créée par Andrew Huang. 
Un financement participatif a été lancé en 2014 sur Crowd Supply pour sa création et a récolté 356 % du budget initial demandé.
Le financement va également servir au développement d'un pilote graphique libre.

## Composition
La carte devrait contenir une SoC contenant quatre cœurs d'architecture ARM Cortex-A9 cadencés à 1,2 GHz et de marque Freescale, couplé avec un FPGA Xilinx et 4 Go de mémoire vive. 
Il devrait être initialement décliné en une version ordinateur de bureau, ordinateur portable, « heirloom laptop » ou bien simple carte mère pour le développement.